# Conferencia de Gobernadores de la República Argentina
Conferencia de Gobernadores de Territorios Nacionales de la República Argentina es el espacio de deliberación y acuerdo institucional de los funcionarios encargados del gobierno de los territorios nacionales.

## Inicio
En 1913, a partir de una iniciativa de la Dirección General de Territorios Nacionales, se realizó la Primera Conferencia de Gobernadores de Territorios Nacionales, con el objetivo de deliberar acerca de las problemáticas de estos espacios y consensuar la propuesta de reforma de la ley de territorios preparada por el Ministerio del Interior de la Nación Argentina.
Hasta el Centenario de la Revolución de Mayo, los territorios nacionales eran creados como entidades político-administrativas dependientes del poder central, con escasa o nula participación en la toma de decisiones que afectaban directamente sus intereses. El derecho de representación les había sido negado en forma reiterada y los gobernadores eran considerados meros ejecutores de la normativa vigente, con poco margen de autonomía para plantear iniciativas particulares o disentir ante alguna medida tomada.
Ciertamente, según la Ley N.º 1532 de 1884, para instalar legislatura los territorios debían contar con treinta mil habitantes y para ser provincializados sesenta mil. Esta disposición cuantitativa de la ley nunca se cumplió en la larga vigencia de la organización territorial.
Así las cosas, los habitantes de los territorios nacionales tenían todas las obligaciones del ciudadano de la nación pero sus derechos políticos estaban restringidos. No podían participar en elecciones nacionales y sólo ejercían el sufragio en localidades de más de mil habitantes en las elegían un Consejo Municipal de cinco miembros y un juez de paz.
Bajo la presidencia de José Figueroa Alcorta el gobierno comenzó a pensar los territorios de una manera más integral, con propuestas mucho más articuladas y adecuadas a la realidad, entre las que se destacó el plan de Fomento de los Territorios Nacionales, de autoría del Ministro de Agricultura y de Obras Públicas Ezequiel Ramos Mexía. Este cambio en la política tuvo su correlato en la faz burocrática. En 1912 el Ministerio del Interior de la Nación Argentina decidió la creación de la Dirección General de Territorios Nacionales, oficina que quedó a cargo del jurista y político Isidoro Ruiz Moreno.
La Conferencia de 1913 significó para los territorios la apertura de un espacio de participación y deliberación que sin embargo careció de continuidad. Si bien con posterioridad se celebraron congresos, conferencias y reuniones organizadas por organismos específicos como las municipalidades o la prensa territorial, el Estado no volvió a convocar a los gobernadores de los territorios nacionales hasta el peronismo.

## Evolución posterior
La modalidad de Conferencia se enmarcó en el contexto aperturista del Centenario de la Revolución de Mayo. Fue un hecho novedoso que se tomó como modelo para años sucesivos, en los que se convocaron reuniones puntuales por parte de organismos sectoriales o agrupaciones de los territorios: la Conferencia de la Prensa Territorial, realizada en Santa Rosa hacia 1917; la Conferencia de Delegados de los Territorios Nacionales de 1922 convocada por la Sociedad Rural de Río Negro y Neuquén; el Congreso de la Junta Permanente Pro -representación Parlamentaria de los Territorios Nacionales de 1923, el Congreso de los Territorios Nacionales convocado por la Liga Patriótica Argentina de 1927, el Primer y Segundo Congreso General de Municipalidades de los Territorios Nacionales, reunidos en Buenos Aires en 1933 y 1935; los Congresos Generales de los Territorios Nacionales en 1939 y 1940, en los que participaron representantes de municipios, comisiones de fomento, asociaciones económicas, gremiales y culturales; la Primera Reunión Nacional de Municipios, convocada en 1945 por el presidente Edelmiro Farrell e integrada por delegados de los territorios, entre otros. 
En cuanto a las Conferencias de gobernadores, se produjo un intervalo en su convocatoria hasta la década del Cuarenta, en que el presidente Juan Domingo Perón volvió a reunir a los gobernadores en conferencias realizadas en 1947, 1949, 1950, 1951, 1952 y 1954, profusamente publicitadas y en las que intervenía personalmente -a diferencia de 1913- el presidente de la Nación Argentina. 
Ahora bien, la modalidad de Conferencia no era completamente novedosa, ya que zonas económicas con problemáticas específicas también utilizaron este formato para decidir acciones en situaciones críticas, como fue el caso de las provincias del noroeste argentino -reunidas ante la Crisis azucarera- en conferencias de gobernadores y empresarios en 1926 y 1927.

## La Conferencia de 1913
Los fundamentos de la convocatoria a la Conferencia aludían a las deficiencias en la organización de los territorios, con normativas anacrónicas que requerían de urgentes reformas. El gobierno opinaba que los gobernadores eran quienes conocían mejor esta realidad y podían aportar medidas y soluciones prácticas. Por ello, el ministerio del Interior enfatizaba que esperaba que la Conferencia constituyera un hito fundamental para la vida de los territorios nacionales al posibilitar los cambios que ellos requerían para su desarrollo.
La Conferencia de Gobernadores se reunió en Buenos Aires el 10 de marzo de 1913 y su desarrollo incluyó quince sesiones públicas y tres secretas finalizando el 5 de abril. Se materializó la idea de reunir en un mismo tiempo y espacio a los gobernadores con delegados de las carteras y oficinas que tuvieran bajo su incumbencia asuntos vinculados con los diez territorios nacionales existentes: Chaco, Misiones, Formosa, La Pampa, Río Negro, Neuquén, Chubut, Santa Cruz, Tierra del Fuego y Los Andes -que existió desde 1900 hasta 1943, cuando quedó repartido entre las provincias de Salta, Catamarca y Jujuy-. 
En representación del Gobierno nacional asistieron diecisiete delegados de los ministerios del Interior, Agricultura, Hacienda, Justicia e Instrucción Pública, Obras Públicas, Guerra, Marina y la Contaduría General de la Nación.
La reunión no tenía temario abierto sino que había un programa pre-fijado por el ministerio del Interior que incluía las problemáticas consideradas más urgentes: el proyecto de ley orgánica para los territorios, el presupuesto para 1914 y cuestiones vinculadas con la división territorial, comunicaciones, administración de la tierra pública, riquezas naturales, navegación, contabilidad, policía, alcoholismo y prostitución.
Este programa dejaba fuera cuestiones importantes para los territorios, contenidas originalmente en la propuesta Gallardo, como las reformas al Código Rural de la República Argentina o la cuestión de los indígenas. Tampoco incluyó aspectos vinculados con la justicia, la inmigración, la educación y el trabajo. Ante el reclamo del gobernador de Formosa Juan José Silva, el ministro del Interior alegó que eran temáticas que no era necesario incorporar ya que existían ensayos y estudios previos y personas especializadas que podían opinar y que, la inclusión de problemáticas de esta envergadura, alargarían innecesariamente los debates.
Sin embargo, no se produjo la revisión de las políticas de administración de las tierras públicas, que siguió siendo un resorte exclusivo y excluyente del Estado nacional. Ni en la ley de territorios de 1884 como así tampoco en la ley de tierras N.º 4167 y su decreto reglamentario del 8 de noviembre de 1903, otorgaban facultad alguna a los gobernadores sobre la tierra pública. Por el contrario, la ley de 1903 reforzó esta orientación e incluso eliminó las facultades de las municipalidades para la concesión de terrenos dentro de su ejido, lo que ocasionó múltiples inconvenientes con las tierras otorgadas hasta el momento, quedando títulos pendientes de resolución por largo tiempo.
El despacho finalmente aprobado sugería la conveniencia de encargar a los gobernadores la vigilancia de los contratos sobre tierra pública, la creación de la oficina para la tramitación de los asuntos relativos a la tierra pública y la facultad otorgada a los gobernadores de concesión de permisos de ocupación a título oneroso o precario de tierras no ofrecidas en venta o arrendamiento.

## Las conferencias de gobernadores durante el peronismo
El ascenso político de Juan D. Perón produjo cambios significativos en las tradicionales Catorce Provincias, vigentes desde la época de la Confederación Argentina, y alteró la naturaleza de las relaciones políticas entre el gobierno central y los gobiernos de provincia. Por un lado, amplió y consolidó la presencia del Estado Nacional mediante un vasto plan de obras públicas, enseñanza y sanidad y reformas institucionales orientadas a homogeneizar e integrar a los territorios a la problemática nacional. Por otro lado, favorece la politización de la sociedad y la centralización de las decisiones políticas en el "conductor nacional único y natural" del peronismo.
El reconocimiento de derechos políticos a los habitantes de los territorios nacionales se formalizó con la reforma constitucional argentina de 1949, cuyo texto, en el artículo 82.º, establece la elección directa de la fórmula presidencial "a cuyo efecto las provincias, la Capital Federal y los territorios nacionales formarían un distrito único" y se amplía a la elección general del 11 de noviembre de 1951.
La Ley N.º 13.010 de 1947, que reforma del sistema electoral e incorpora el sufragio femenino, institucionaliza la participación de los habitantes de los territorios nacionales. A la posibilidad de votar la fórmula presidencial, se agrega la provincialización de Chaco y La Pampa; el derecho a elegir un delegado parlamentario -con voz, pero sin voto-, el levantamiento de las intervenciones en las comunas -vigente desde 1943- y el reconocimiento de rango municipal a diversas comisiones de fomento.
Basado en que la idea de que “toda organización presupone dos cosas: la formación de todas las almas creando un alma colectiva que piense congruentemente y actúe congruentemente", Juan D. Perón convocaba a los gobernadores de las provincias a "reuniones administrativas" que suponían un sistema de poder basado en un orden homogeneizado al que se integraban en igualdad de condiciones con sus pares, y al que no podían desafiar. Desde esa óptica, para Perón las funciones de gobierno estaban bien determinadas en los roles de "conductor estratégico" -el Presidente de la República Argentina- y de "conductor táctico" -el gobernador de provincia-. El primero, debía estar en todas partes ejerciendo la dirección superior de las relaciones entre los distintos sectores de la conducción; el segundo, debía estar en su función singular y predeterminada geográfica e institucionalmente. Cualquier exceso de actuación funcional -por ejemplo, a través de una "liga de gobernadores"-, constituía un factor disociante de la organización política llamada Nación.  
El viejo instituto de la intervención federal, ahora aplicado a provincias cuyos gobiernos integra el peronismo, será el recurso legal para formar una organización política con conducción unificada reduciendo o aplacando conflictos intrapartidarios. Ciertamente, en un mismo acto, Perón dispuso las intervenciones a las provincias de Catamarca, La Rioja y Santiago del Estero por decreto del 28 de enero de 1948 aduciendo que, si bien existían autoridades formales legalmente constituidas, "el desenvolvimiento inarmónico de sus poderes, traba la acción homogénea y concordante que imponen las actuales exigencias del país". Así las cosas, el mandato popular tiene por único intérprete al Gobierno nacional.
Por su parte, las intervenciones a los poderes judiciales provinciales de Buenos Aires, Salta, Córdoba -cuya característica peculiar, es que la misma fue solicitada al Poder Ejecutivo Nacional por el Gobernador Raúl Lucini durante la VI Conferencia de Gobernadores de 1954-, Santa Fe, Tucumán y Santiago del Estero respondían a la necesidad de ampliar y proteger los derechos sociales del ciudadano que, como sujeto perteneciente al tejido social nacional y homogéneo, es portador de un derecho social que no puede ser limitado, restringido o anulado por disposiciones particulares de las autoridades locales. En tal sentido, en los considerandos de la intervención federal al Poder judicial de Salta, por Decreto N.º 4600 del 7 de marzo de 1951 -B.O. 09/03/51-, se lee que "la anómala situación" de dicho poder impedía "el establecimiento del fuero del trabajo", fuero que tenía el objetivo de "la recta aplicación de los principios del derecho social y laboral".

## El Consejo Federal de Inversiones (CFI)
El 29 de agosto de 1959 por un acuerdo de las Provincias, la Municipalidad de la Ciudad de Buenos Aires y el entonces Territorio Nacional de Tierra del Fuego, Antártida e Islas del Atlántico Sur se constituyó el Consejo Federal de Inversiones "como organismo permanente de investigación, coordinación y asesoramiento, encargado de recomendar las medidas necesarias para una adecuada política de inversiones y una mejor utilización de los distintos medios económicos conducentes al logro de un desarrollo basado en la descentralización" (Art. 1 de la Carta de Constitución).
Es un organismo federal de promoción de las actividades económicas en Argentina, que se financia con recursos de las provincias, provenientes de la Coparticipación Federal de Impuestos (Art. 15 de la Carta de Constitución). El órgano superior del Consejo es la Asamblea de Gobernadores (Art. 5 de la Carta de Constitución).
Excepto en lo referente a la deliberación y acuerdo sobres la pautas distributivas contenidas en la Coparticipación Federal de Impuestos, durante las presidencias de Raúl Alfonsín y Fernando de la Rúa donde la mayoría de las provincias argentinas eran gobernadas por el peronismo, el CFI no ha sido un ámbito de discusión política permanente.
Durante la breve gestión de Fernando de la Rúa, por caso, el CFI fue la "tribuna" desde donde los mandatarios provinciales se reunían para resistir los recortes de gastos e inversiones públicas desde la Nación y emitir en forma conjunta, una Carta abierta al presidente de la Nación del 25 de abril de 2000, cuestionando “la lentitud en la implementación del Compromiso para la Eficacia y Transparencia del Gasto Social” -firmado en diciembre de 2000- y denunciando que “la falta de reactivación económica, la caída del consumo agravada por el incremento de la presión fiscal, la paralización de importantes obras de infraestructura y el incumplimiento del Pacto Federal Educativo, facilitan el crecimiento de la tensión social”.
A través del CFI, los gobernadores acordaron pautas de distribución en la adjudicación de las obras del Plan Federal de Infraestructura -creado por el Decreto de Necesidad y Urgencia N.º 1299/00- que fijaba un plan de obras de expansión y conservación de la red nacional de vialidad no concesionada, a cinco años de plazo y con el consenso de cada uno de los gobiernos provinciales, elaborado por el entonces Ministro de Infraestructura y Vivienda Nicolás Gallo.

## Asociaciones internacionales de gobiernos intermedios
No obstante, la ausencia de un espacio institucionalizado de reunión y deliberación de los gobernadores de las veintitrés provincias argentinas, existen organismos internacionales, a los que han adherido distintas provincias y municipios argentinos, que nuclean a los denominados gobiernos intermedios.

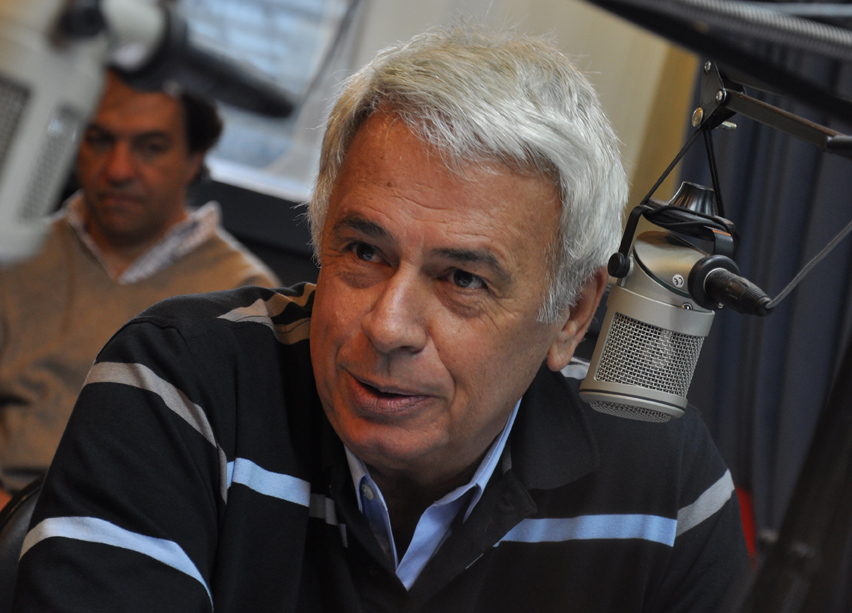
De la Sota durante una entrevista en 2011.

Entre las más importantes, se menciona la Organización Latinoamericana de Gobiernos Intermedios -OLAGI- creada en la Primera Cumbre Latinoamericana de Gobernadores, Intendentes, Prefectos y Presidentes Regionales, realizada en Ecuador en 2004.
Esta entidad, agrupa los gobiernos de nivel intermedio en los países latinoamericanos (estados subnacionales, regiones, departamentos y provincias). Es el órgano asociativo interlocutor y de enlace entre los gobiernos intermedios, sus asociaciones nacionales y las instituciones de cooperación internacional, promoviendo el hermanamiento interregional. En 2012 fue designado presidente de la misma, el gobernador de Córdoba (República Argentina) José Manuel de la Sota.

## Antecedentes internacionales
- La Conference of Governors y la National Governors Association[10] de los Estados Unidos de América.
- Conferencia Nacional de Gobernadores (CONAGO) de México.